# José Fernández Giménez
José Fernández Jiménez (Granada, 1832-Madrid, 1903) fue un escritor, crítico, político, académico y diplomático español.

## Biografía
Nació el 13 de marzo de 1832. Granadino, fue crítico de bellas artes, subsecretario del Ministerio de Estado, director del Museo de Arte Moderno y académico electo de la Academia de San Fernando. Fue integrante de la llamada Cuerda Granadina. Tras ingresar en la carrera diplomática partió fuera de España y contrajo matrimonio, residiendo durante un tiempo en Lieja. Como político ocupó escaño de diputado en las primeras Cortes de la Restauración, por el distrito canario de Las Palmas. Fernández Giménez, que se contó entre los más asiduos colaboradores de la revista El Arte en España, también escribió para La Alhambra, El Betis y la Revista del Liceo. Falleció el 13 de febrero de 1903 en Madrid. Usó el seudónimo «Ivon».